# Vecchia Borsa
La Vecchia Borsa, in francese Vieille Bourse, è uno dei maggiori monumenti della città francese di Lilla, suo simbolo. È un edificio quadrangolare, con corte porticata interna, che sorge fra la centralissima Grand'Place e la retrostante Place du Théâtre, rappresenta la testimonianza concreta del grande sviluppo economico e dell'intensa attività di traffici mercantili che visse la città durante il Grand Siècle che è stato il XVII secolo. È stata classificata dal governo francese monumento storico nel 1921.

## Storia e descrizione
Nel 1651, dietro richiesta delle corporazioni, la città di Lilla ottiene da Filippo IV di Spagna, sovrano al tempo dei Paesi Bassi spagnoli, l'autorizzazione di costruire una Borsa ad uso dei mercanti che sarà costituita da 24 lotti intorno a una corte centrale.
La municipalità di Lilla vende così i 24 lotti sulla piazza centrale, impegnandosi comunque a pavimentare la corte ed erigere le gallerie di commercio dotate di quattro entrate.
La costruzione inizia nel 1652 sotto la direzione dell'architetto Julien Destrée che si impegna ad erigere un monumento maestoso paragonabile alla Borsa di Anversa. Destrée si rifà a un'architettura tipica del Rinascimento fiammingo del XVII secolo incorniciata da un'esuberante decorazione di ghirlande di frutta, cornucopie, pilastri, telamoni dai grandi contrasti cromatici degli ocra e dei rossi. Ogni corpo scultoreo è un'allegoria alla vita commerciale cittadina. Emblema ne è la statua al a Mercurio, dio del commercio, che corona la cima del campanile.
Il 23 settembre 1853, alla Camera di Commercio di Lilla avviene la posa della prima pietra di una statua a Napoleone alla presenza dell'imperatore Napoleone III.
La Borsa oggi rappresenta un grande testimone del glorioso passato commerciale di Lilla, al passo con le grandi potenze fiamminghe del tempo di Anversa, Gand e Bruges.

## Immagini della Vecchia Borsa

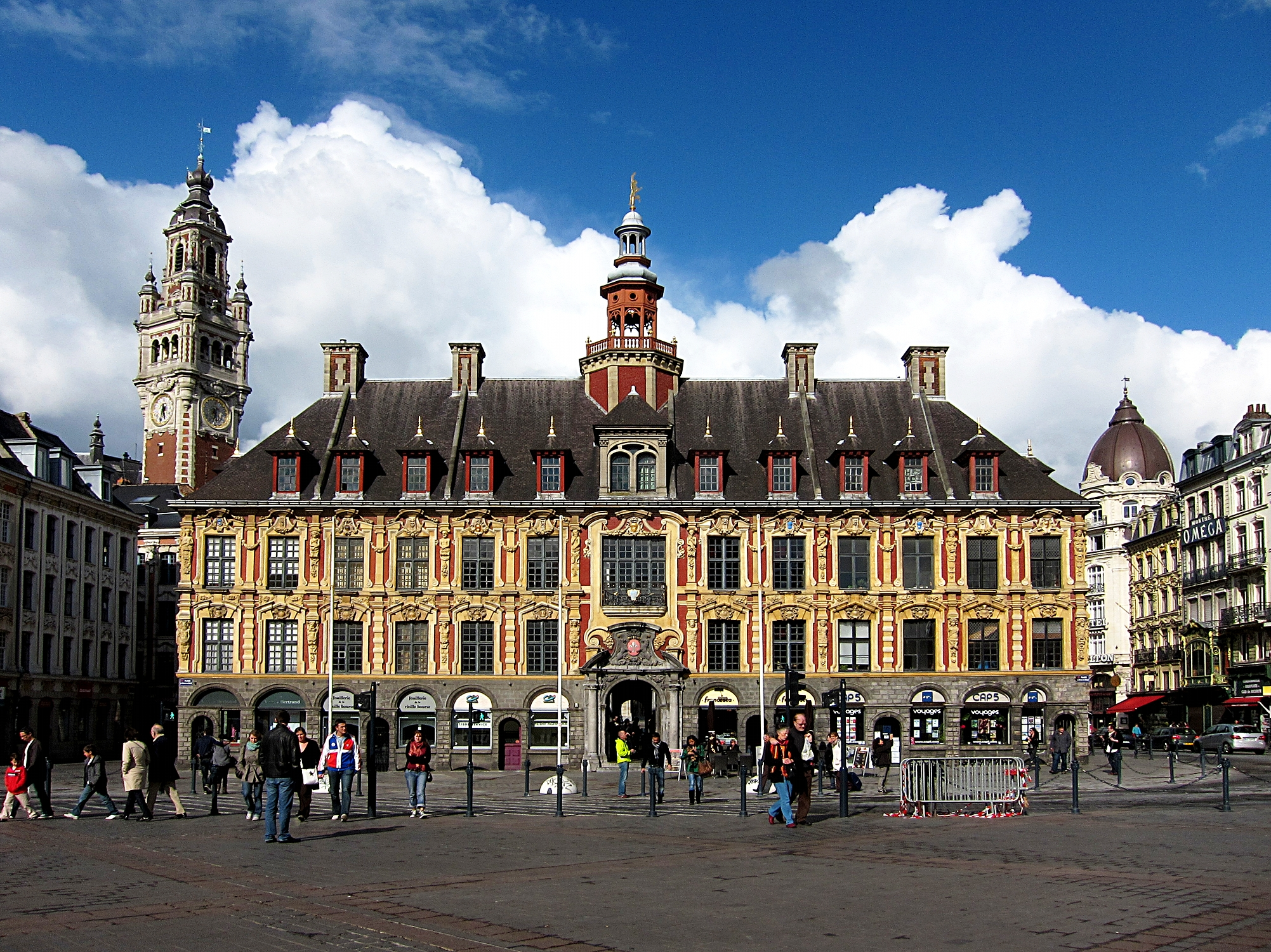
La facciata sulla Grand'Place
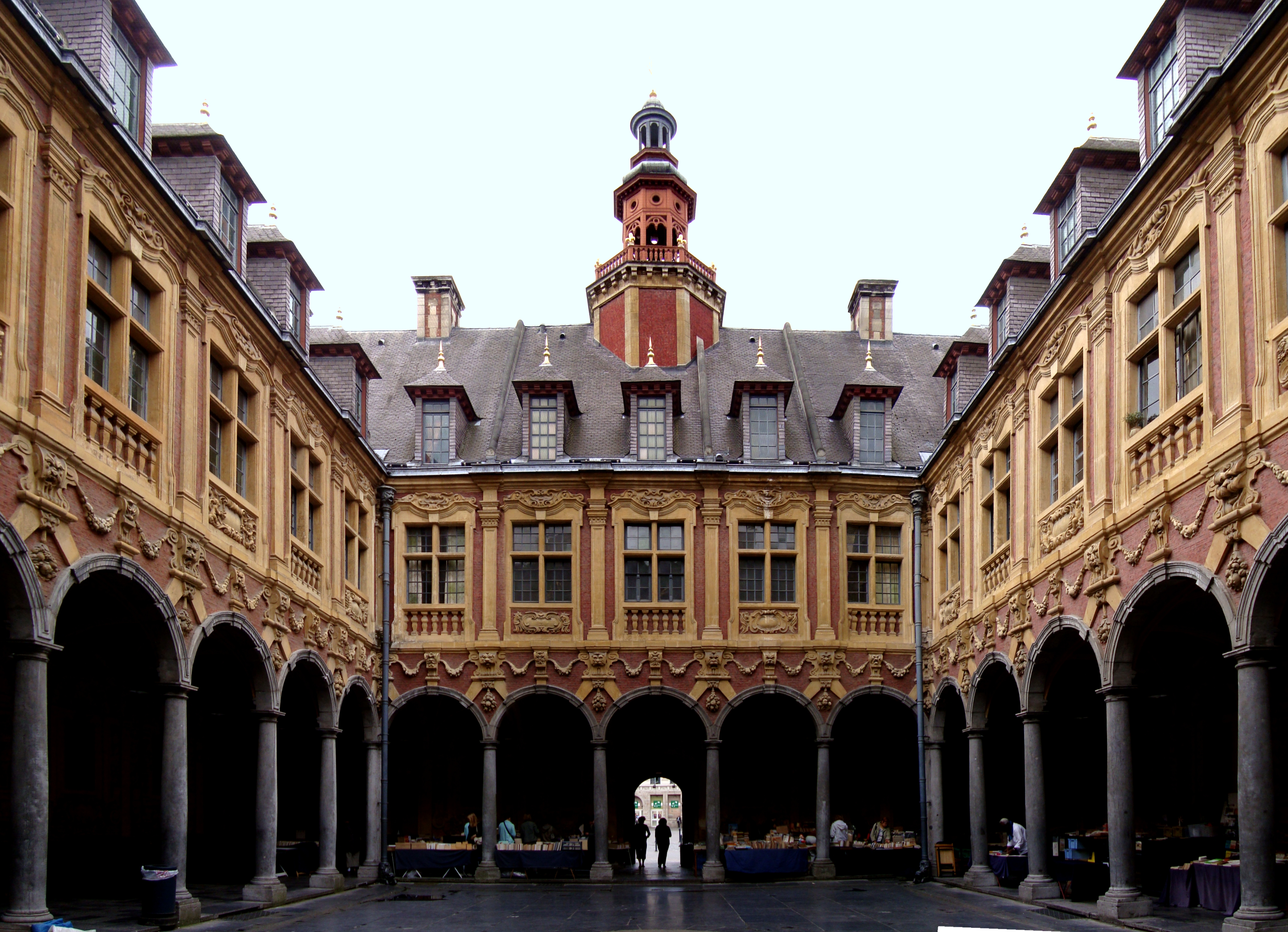
La Corte interna
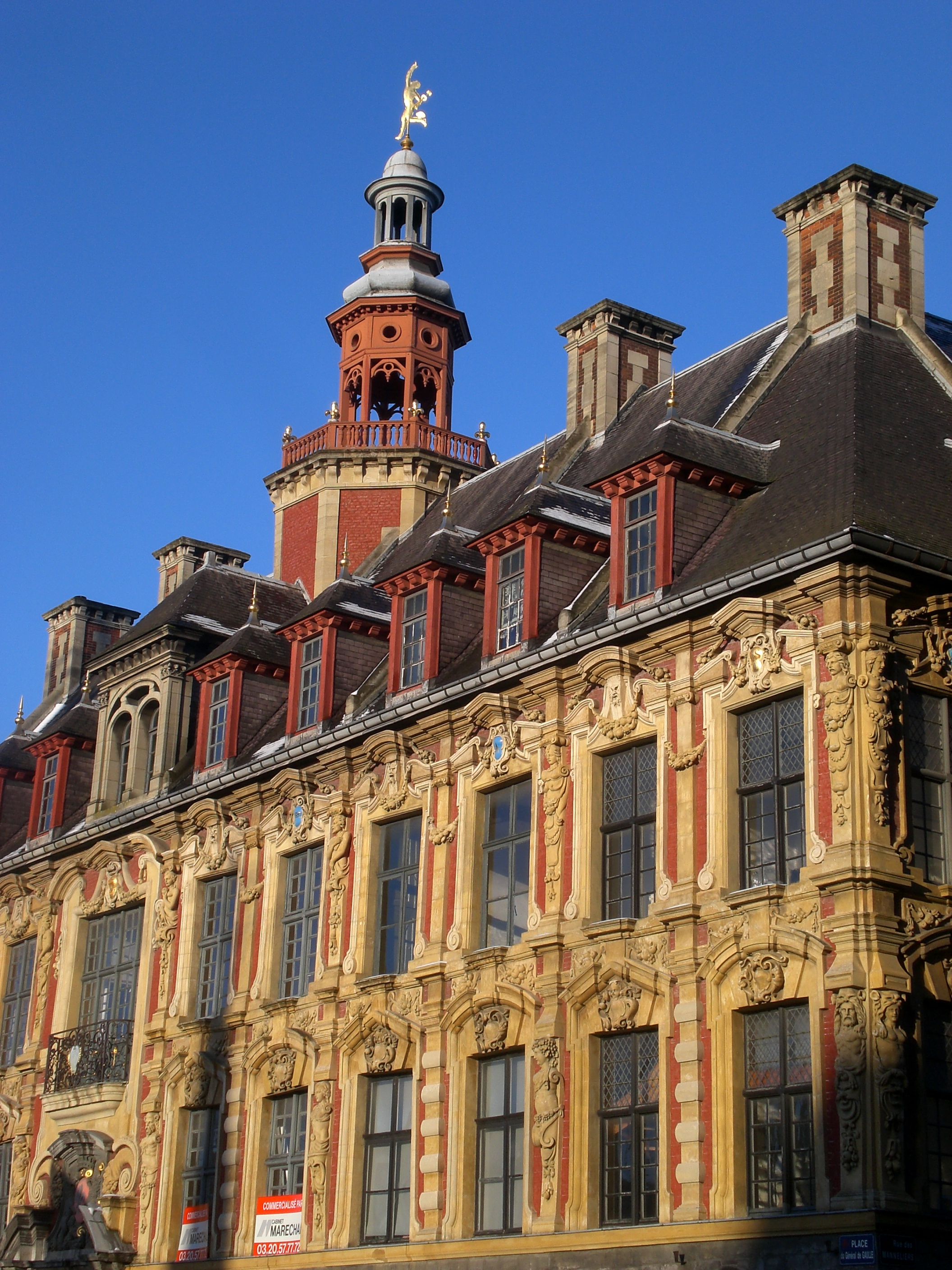
Particolare con la figura di Mercurio
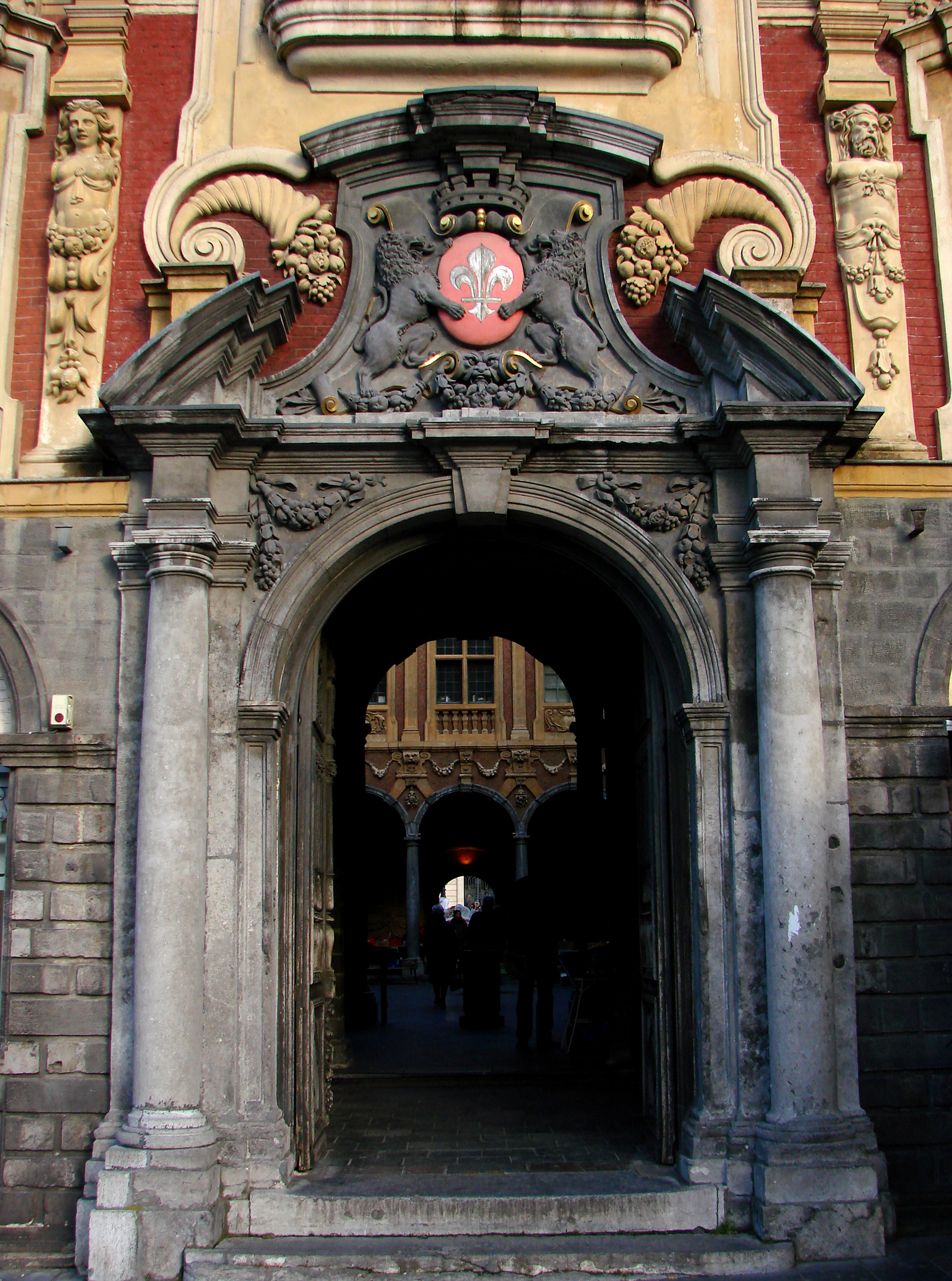
Un portale della Borsa
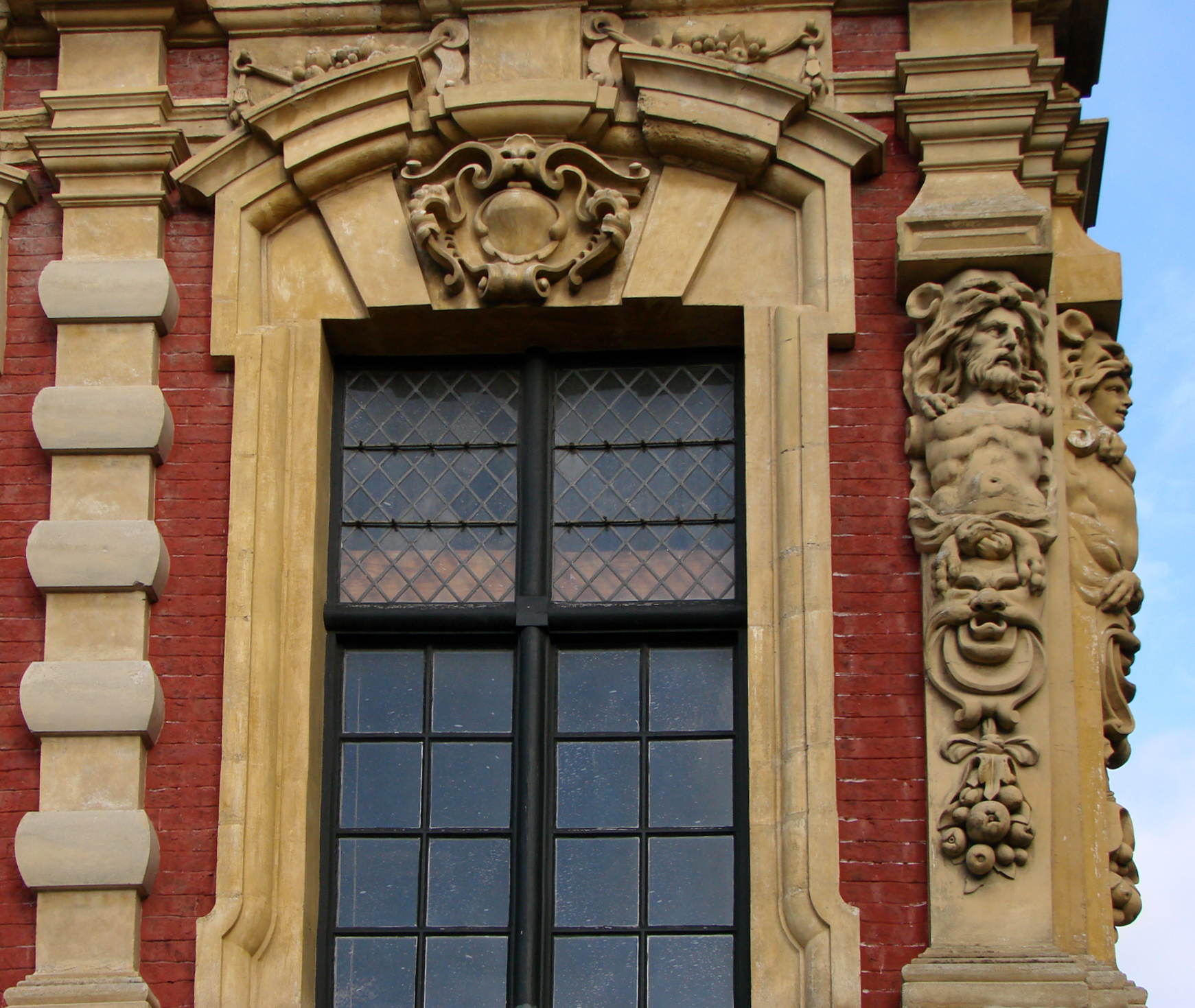
Particolare della sontuosa decorazione scultorea
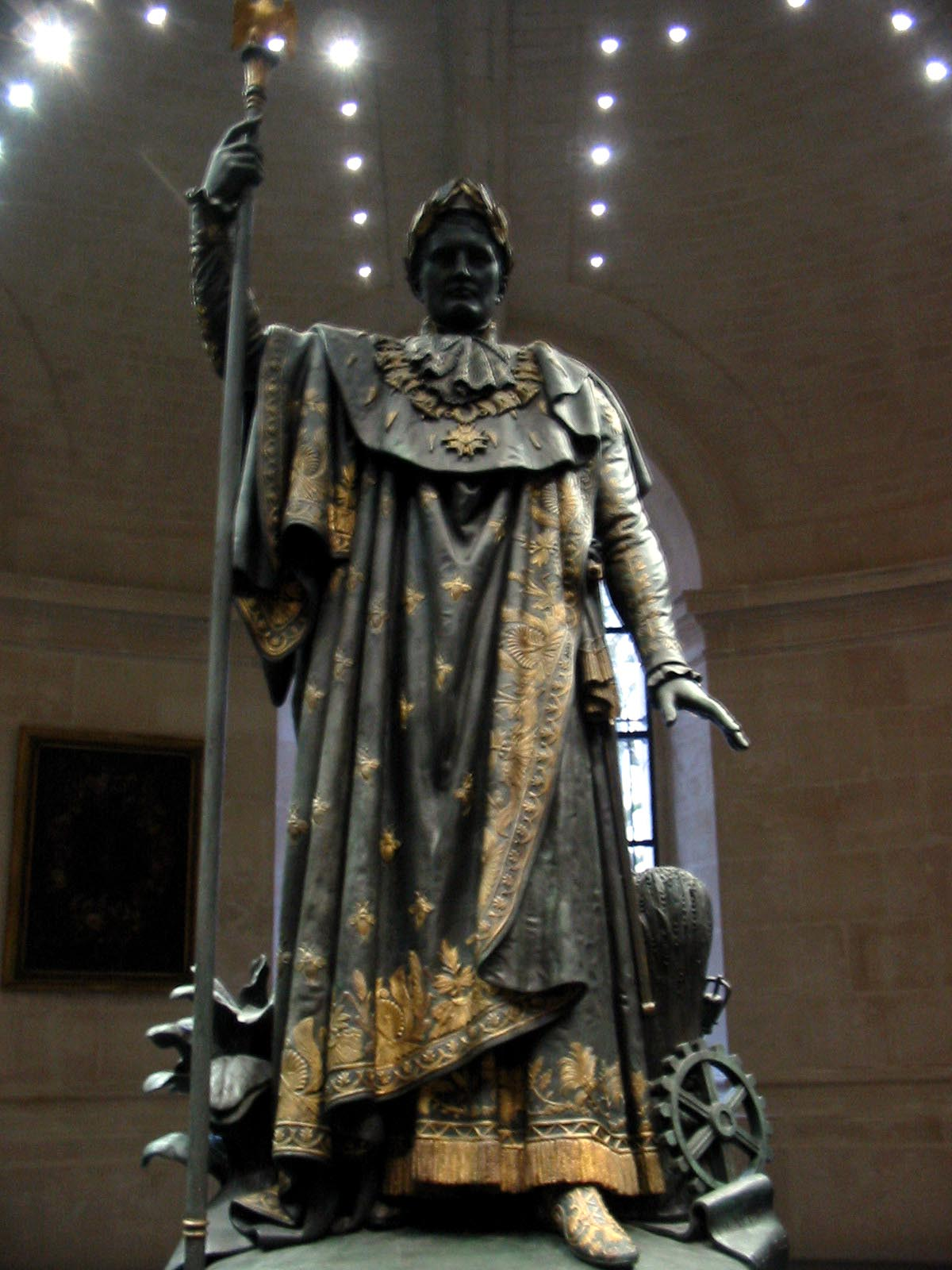
La statua a Napoleone